# Asplenium exhaustum
Asplenium exhaustum là một loài dương xỉ trong họ Aspleniaceae. Loài này được Alston in Exell mô tả khoa học đầu tiên năm 1944.
Danh pháp khoa học của loài này chưa được làm sáng tỏ. 